# Topleț
Topleț è un comune della Romania di 2675 abitanti, ubicato nel distretto di Caraș-Severin, nella regione storica del Banato.
Il comune è formato dall'unione di 2 villaggi: Bârza e Topleț.